# Équipe de France de rugby à XV à la Coupe du monde 1999
L'Équipe de France de rugby à XV à la Coupe du monde 1999 termine deuxième de la compétition. Elle est battue par l'équipe d'Australie en finale.

## Les joueurs
Les joueurs ci-après ont joué pendant cette Coupe du monde 1999.

### Première ligne
- Christian Califano
- Raphaël Ibañez (capitaine)
- Franck Tournaire
- Cédric Soulette
- Pieter de Villiers
- Marc Dal Maso

### Deuxième ligne
- Olivier Brouzet
- Abdelatif Benazzi
- Fabien Pelous
- David Auradou

### Troisième ligne
- Marc Lièvremont
- Olivier Magne
- Christophe Juillet
- Thomas Lièvremont
- Lionel Mallier
- Arnaud Costes

### Demi de mêlée
- Fabien Galthié
- Pierre Mignoni
- Stéphane Castaignède

### Demi d’ouverture
- Thomas Castaignède
- Christophe Lamaison

### Trois quart centre
- Stéphane Glas
- Richard Dourthe
- Cédric Desbrosse

### Trois quart aile
- Christophe Dominici
- Émile Ntamack
- Philippe Bernat-Salles

### Arrière
- Xavier Garbajosa
- Ugo Mola

## Statistiques

### Meilleurs réalisateurs
- Christophe Lamaison : 65 points
- Richard Dourthe : 45 points
- Philippe Bernat-Salles : 20 points

### Meilleurs marqueurs d'essais
- Philippe Bernat-Salles : 4 essais
- Émile Ntamack : 3 essais
- Ugo Mola : 3 essais